# Grand Prix-wegrace van San Marino 1982
De Grand Prix-wegrace van San Marino 1982 was de dertiende Grand Prix van het wereldkampioenschap wegrace in het seizoen 1982. De races werden verreden op 5 september 1982 op het Circuit van Mugello in Scarperia e San Piero in de provincie Florence in Italië. In deze Grand Prix werd de wereldtitel in de 50cc-klasse beslist. Men dacht dat ook de titel in de zijspanklasse beslist was, tot de FIM weken later berichtte dat er in Finland een fout was begaan met de puntentelling. 

## Algemeen
Het grootste probleem voor de coureurs in Mugello was de keuze van de juiste banden en de fysieke conditie. Beide problemen werden veroorzaakt door de hitte: op de trainingsdagen oversteeg die al de 35 °C. Ook tijdens de races waren de hoge temperaturen een probleem, zowel voor sommige rijders die door de hitte moesten opgeven, als voor de machines die te warm werden. De 500cc-rijders dienden een petitie in om de race in te korten, maar die werd niet gehonoreerd. 

## 500 cc
Freddie Spencer nam meteen de leiding in de 500cc-race en was voor niemand meer te achterhalen. In de eerste ronde zag het er heel goed uit voor Honda, want Spencers teamgenoten Marco Lucchinelli en Takazumi Katayama reden achter hem. Franco Uncini had een zeer slechte start, maar wist toen de top tien binnen te dringen. In de veertiende ronde reed Boet van Dulmen, bevangen door de hitte, de pit in, even later gevolgd door Loris Reggiani met hetzelfde probleem. Intussen had Katayama de snelste ronde gereden, maar hij viel, terwijl Lucchinelli steeds meer terrein moest prijsgeven. Zo konden Randy Mamola en Graeme Crosby de tweede en de derde plaats opeisen. Voor HB-Suzuki was de race een succes met Mamola, Virginio Ferrari en Jack Middelburg bij de eerste vijf. Voor het Italiaanse Gallina-Suzuki was het juist een teleurstelling door het uitvallen van Franco Uncini en Loris Reggiani.

### Uitslag 500 cc
| Pos | Coureur             | Merk               | Tijd      | Grid | Punten |
| --- | ------------------- | ------------------ | --------- | ---- | ------ |
| 1   | Freddie Spencer     | RSC-Honda          | 52"21'78  | 1    | 15     |
| 2   | Randy Mamola        | HB-Suzuki          | +17'70    | 6    | 12     |
| 3   | Graeme Crosby       | Marlboro-Yamaha    | +24'65    | 4    | 10     |
| 4   | Virginio Ferrari    | HB-Suzuki          | +36'84    | 7    | 8      |
| 5   | Jack Middelburg     | HB-Suzuki          | +39'59    | 9    | 6      |
| 6   | Marco Lucchinelli   | RSC-Honda          | +50'54    | 3    | 5      |
| 7   | Kork Ballington     | Kawasaki           | +1"00'73  |      | 4      |
| 8   | Leandro Becheroni   | Suzuki             | +1"06'80  | 10   | 3      |
| 9   | Sergio Pellandini   | Suzuki             | +1"34'41  |      | 2      |
| 10  | Guido Paci          | Yamaha             | +1"42'96  |      | 1      |
| 11  | Graziano Rossi      | Marlboro-Yamaha    | +1"43'13  |      |        |
| 12  | Lorenzo Ghiselli    | Suzuki             | +1"59'76  |      |        |
| 13  | Philippe Coulon     | Suzuki             | +2"03'89  |      |        |
| 14  | Andreas Hofmann     | Suzuki             | +2"04'09  |      |        |
| 15  | Walter Migliorati   | Suzuki             | +1 ronde  |      |        |
| 16  | Peter Huber         | Suzuki             | +1 ronde  |      |        |
| 17  | Peter Sjöström      | Suzuki             | +1 ronde  |      |        |
| 18  | Reinhold Roth       | Suzuki             | +1 ronde  |      |        |
| 19  | Pierluigi Rimoldi   | Suzuki             | +1 ronde  |      |        |
| DNC | Giovanni Pelletier  | Morbidelli         | +6 ronden |      |        |
| DNF | Franco Uncini       | Gallina-Suzuki     | Opgave    | 2    |        |
| DNF | Takazumi Katayama   | RSC-Honda          | Val       | 5    |        |
| DNF | Loris Reggiani      | Gallina-Suzuki     | Opgave    | 22   |        |
| DNF | Jean Lafond         | Fior               |           |      |        |
| DNF | Chris Guy           | Suzuki             |           |      |        |
| DNF | Michel Frutschi     | Sanvenero          | Val       |      |        |
| DNF | Boet van Dulmen     | Ergon-Suzuki       | Opgave    |      |        |
| DNF | Seppo Rossi         | Suzuki             |           |      |        |
| DNF | Fabio Biliotti      | Suzuki             |           |      |        |
| DNF | Oliviero Cruciani   | Suzuki             |           |      |        |
| DNF | Maurizio Massimiani | Suzuki             |           |      |        |
| DNF | Jon Ekerold         | Cagiva             | Koppeling |      |        |
| DNF | Raffaele Pasqual    | Yamaha             |           |      |        |
| DNF | Marco Papa          | Suzuki             |           |      |        |
| DNF | Victor Palomo       | Suzuki             |           |      |        |
| DNF | Attilio Riondato    | Suzuki             |           |      |        |
| DNS | Marc Fontan         | Sonauto-Yamaha     | Blessure  | 8    |        |
| DNS | Edoardo Elias       | Yamaha             |           |      |        |
| DNQ | Peter Looijesteijn  | Suzuki             |           | 39   |        |
| DNQ | Bengt Slydal        | Suzuki             |           |      |        |
| DNQ | Kenny Roberts       | Yamaha             | Blessure  |      |        |
| DNQ | Barry Sheene        | John Player-Yamaha | Blessure  |      |        |

### Top tien WK-tussenstand 500 cc
| Pos. | Coureur                        | Motorfiets         | Ptn. |
| ---- | ------------------------------ | ------------------ | ---- |
| 1    | Franco Uncini (Wereldkampioen) | Gallina-Suzuki     | 103  |
| 2    | Graeme Crosby                  | Marlboro-Yamaha    | 76   |
| 3    | Freddie Spencer                | RSC-Honda          | 72   |
| 4    | Kenny Roberts                  | Yamaha             | 68   |
| 4    | Barry Sheene                   | John Player-Yamaha | 68   |
| 6    | Randy Mamola                   | HB-Suzuki          | 50   |
| 7    | Takazumi Katayama              | RSC-Honda          | 40   |
| 8    | Marco Lucchinelli              | RSC-Honda          | 37   |
| 9    | Kork Ballington                | Kawasaki           | 31   |
| 10   | Marc Fontan                    | Sonauto-Yamaha     | 24   |

## 250 cc
Toni Mang nam meteen de leiding in de 250cc-race, terwijl Jean-Louis Tournadre slecht startte en in het middenveld terechtkwam. Mang ging een duel aan met Carlos Lavado, maar die viel waardoor Mang het rijk alleen had, gevolgd door een groepje met Roland Freymond, Massimo Broccoli, Martin Wimmer en de inmiddels aangesloten Tournadre. Zoals gebruikelijk viel Tournadre pas in de slotfase aan, niet op Mang, die te ver weg was, maar op Freymond, die derde werd.

### Uitslag 250 cc
| Toni Mang had voor deze race elf punten achterstand op Jean-Louis Tournadre. Als hij nog twee GP's zou winnen moest Tournadre nog 20 punten (twee derde plaatsen) scoren om alsnog wereldkampioen te worden. Nu Tournadre tweede werd mocht hij in de Duitse GP zelfs vierde worden. |

| Pos | Coureur                | Merk                 | Tijd       | Grid | Punten |
| --- | ---------------------- | -------------------- | ---------- | ---- | ------ |
| 1   | Toni Mang              | Kawasaki             | 45"59'26   | 2    | 15     |
| 2   | Jean-Louis Tournadre   | Yamaha               | +10'56     | 3    | 12     |
| 3   | Roland Freymond        | MBA                  | +12'19     | 5    | 10     |
| 4   | Martin Wimmer          | Spondon-Yamaha       | +22'61     | 6    | 8      |
| 5   | Massimo Broccoli       | Yamaha               | +33'24     |      | 6      |
| 6   | Marcellino Lucchi      | Yamaha               | +41'15     |      | 5      |
| 7   | Reinhold Roth          | Yamaha               | +43'61     |      | 4      |
| 8   | Patrick Fernandez      | Bimota-Bartol        | +53'28     |      | 3      |
| 9   | Thierry Espié          | Pernod               | +56'73     | 7    | 2      |
| 10  | Richard Schlachter     | Yamaha               | +1"03'57   |      | 1      |
| 11  | Jean-Marc Toffolo      | Rotax                | +1'04'83   |      |        |
| 12  | Tony Head              | Waddon Ehrlich-Rotax | +1"08'37   |      |        |
| 13  | Gabriel Grabia         | Yamaha               | +1"23'24   |      |        |
| 14  | Bruno Lüscher          | Yamaha               | +1"27'71   |      |        |
| 15  | Pierre Bolle           | Yamaha               | +1"29'21   |      |        |
| 16  | Leif Nielsen           | Rotax                | +1"32'80   |      |        |
| 17  | Paul Harris            | Yamaha               | +1"59'60   |      |        |
| 18  | Karl-Thomas Grässel    | Yamaha               | +1 ronde   |      |        |
| 19  | Constant Pittet        | Yamaha               |            |      |        |
| DNF | Carlos Lavado          | Yamaha               | Val        | 1    |        |
| DNF | Paolo Ferretti         | MBA                  |            | 10   |        |
| DNF | Jean-Louis Guignabodet | Kawasaki             |            |      |        |
| DNF | Jeffrey Sayle          | Armstrong            |            |      |        |
| DNF | Christian Sarron       | Yamaha               |            | 9    |        |
| DNF | Christian Estrosi      | Pernod               |            |      |        |
| DNF | Sito Pons              | Kobas-Rotax          |            |      |        |
| DNF | Jacques Cornu          | Yamaha               |            |      |        |
| DNF | Massimo Matteoni       | Yamaha               | Val        |      |        |
| DNF | Jean-Michel Mattioli   | Yamaha               |            |      |        |
| DNF | Donnie Robinson        | Spondon-Yamaha       |            | 8    |        |
| DNF | Pierluigi Conforti     | Kawasaki             |            |      |        |
| DNF | Michel Simeon          | Yamaha               |            |      |        |
| DNF | Siegfried Minich       | Rotax                |            |      |        |
| DNF | Maurizio Vitali        | MBA                  | Val        |      |        |
| DNQ | Franco Marchegiani     | Yamaha               |            |      |        |
| DNQ | Eero Hyvärinen         | Yamaha               |            |      |        |
| DNQ | Jean-François Baldé    | Kawasaki             | Blessure   |      |        |
| DNQ | Bengt Elgh             | Yamaha               |            |      |        |
| DNS | Didier de Radiguès     | Chevallier-Yamaha    | Carburatie | 4    |        |

### Top tien WK-tussenstand 250 cc
| Pos. | Coureur                | Motorfiets        | Ptn. |
| ---- | ---------------------- | ----------------- | ---- |
| 1    | Jean-Louis Tournadre   | Yamaha            | 110  |
| 2    | Toni Mang              | Kawasaki          | 102  |
| 3    | Roland Freymond        | MBA               | 69   |
| 4    | Martin Wimmer          | Spondon-Yamaha    | 48   |
| 5    | Carlos Lavado          | Yamaha            | 39   |
| 6    | Didier de Radiguès     | Chevallier-Yamaha | 38   |
| 7    | Jean-Louis Guignabodet | Kawasaki          | 29   |
| 8    | Jeffrey Sayle          | Armstrong         | 27   |
| 9    | Christian Sarron       | Yamaha            | 26   |
| 10   | Paolo Ferretti         | MBA               | 22   |
| 10   | Jean-François Baldé    | Kawasaki          | 22   |

## 50 cc
Eugenio Lazzarini kon zijn theoretische kans op de wereldtitel behouden door te winnen met minstens vijf seconden voorsprong op Stefan Dörflinger en vervolgens ook de Grand Prix van Duitsland te winnen. Het zou echter veel verschil maken als Dörflinger deze race helemaal niet zou uitrijden. Na de start wisten ze al snel Claudio Lusuardi af te schudden en Dörflinger nam de leiding, opgejaagd door Lazzarini die probeerde Dörflinger tot een fout te dwingen. Lazzarini moest met minstens vijf seconden verschil winnen, maar Dörflinger liet hem voorbij en bleef de hele race binnen anderhalve seconde achter hem. Na de finish was hij dus zeker van zijn wereldtitel.

### Uitslag 50 cc
| In de 50cc-klasse werden slechts zes races gereden, waarvan Stefan Dörflinger er al drie had gewonnen en één tweede plaats had gescoord. Eugenio Lazzarini had er één gewonnen en was twee keer tweede geworden. In de GP des Nations was Lazzarini echter door een kapotte drijfstang uitgevallen. Daardoor begon hij in Mugello met 18 punten achterstand. Om zijn theoretische kans op de titel te behouden moest Lazzarini niet alleen winnen, Dörflinger zou hier of in de Duitse GP moeten uitvallen. Dan zouden ze een gelijk aantal punten hebben, ervan uitgaande dat Dörflinger ook nog een tweede plaats zou behalen. In dat geval hadden ze evenveel overwinningen (drie) en evenveel tweede plaatsen (twee). De totaaltijd van alle GP's zou dan tellen en daarin had Dörflinger 5,31 seconden voorsprong. Toen Lazzarini en Dörflinger in Mugello samen aan de leiding kwamen, was de opdracht voor Lazzarini duidelijk: winnen met meer dan vijf seconden voorsprong, anders waren zijn titelkansen verkeken. |

| Pos | Coureur             | Merk              | Tijd              | Grid              | Punten |
| --- | ------------------- | ----------------- | ----------------- | ----------------- | ------ |
| 1   | Eugenio Lazzarini   | Garelli           | 31"32'23          | 1                 | 15     |
| 2   | Stefan Dörflinger   | Krauser-Kreidler  | +1'51             | 2                 | 12     |
| 3   | Giuseppe Ascareggi  | Minarelli         | +1"03'06          | 4                 | 10     |
| 4   | Massimo de Lorenzi  | Minarelli         | +1"50'20          | 6                 | 8      |
| 5   | Hans-Jürgen Hummel  | Sachs             | +1"51'42          |                   | 6      |
| 6   | Otto Machinek       | Kreidler          | +1"51'74          |                   | 5      |
| 7   | Reiner Scheidhauer  | Kreidler          | +1"57'87          |                   | 4      |
| 8   | Hans Spaan          | Van Veen-Kreidler | +1"58'00          |                   | 3      |
| 9   | Gerhard Singer      | Kreidler          | +2"01'00          |                   | 2      |
| 10  | Mauro Mordenti      | Rossi             | +2"01'48          |                   | 1      |
| 11  | Zdravko Matulja     | Tomos             | +2"05'71          |                   |        |
| 12  | Thomas Engl         | Engl              | +1 ronde          |                   |        |
| 13  | Chris Baert         | Kreidler          | +1 ronde          |                   |        |
| 14  | Giuliano Tabanelli  | GMC               | +1 ronde          |                   |        |
| 15  | Paolo Priori        | Paolucci          | +1 ronde          |                   |        |
| 16  | Nicola Casadei      | Tomos             | +1 ronde          |                   |        |
| 17  | Peter Verbic        | Kreidler          | +1 ronde          |                   |        |
| 18  | George Looijesteijn | Kreidler          | +1 ronde          | 19                |        |
| 19  | Sandro de Rosa      | Villa             | +1 ronde          |                   |        |
| 20  | Guido Sala          | MTK               | +1 ronde          |                   |        |
| 21  | Jos van Dongen      | Bultaco           | +1 ronde          | 33                |        |
| 22  | Salvatore Milano    | UFO               | +1 ronde          |                   |        |
| 23  | Reiner Koster       | Kreidler          | +2 ronden         |                   |        |
| DNF | Theo Timmer         | Bultaco           | Versnellingsbak 5 | Versnellingsbak 5 |        |
| DNF | Paul Rimmelzwaan    | Roton             | Val               | 8                 |        |
| DNF | Claudio Lusuardi    | Villa             |                   | 3                 |        |
| DNF | Rainer Kunz         | Kreidler          |                   | 7                 |        |
| DNF | Claudio Granata     | Kreidler          |                   | 9                 |        |
| DNQ | Ricardo Tormo       | Bultaco           | Geen monteur      | Geen monteur      |        |

### Top tien WK-tussenstand 50 cc
| Pos. | Coureur                            | Motorfiets        | Ptn. |
| ---- | ---------------------------------- | ----------------- | ---- |
| 1    | Stefan Dörflinger (wereldkampioen) | Krauser-Kreidler  | 69   |
| 2    | Eugenio Lazzarini                  | Garelli           | 54   |
| 3    | Giuseppe Ascareggi                 | Minarelli         | 38   |
| 4    | Claudio Lusuardi                   | Villa             | 33   |
| 5    | Ricardo Tormo                      | Bultaco           | 32   |
| 6    | Hans-Jürgen Hummel                 | Sachs             | 19   |
| 7    | Theo Timmer                        | Bultaco           | 15   |
| 8    | Massimo De Lorenzi                 | Minarelli         | 14   |
| 9    | Hans Spaan                         | Van Veen-Kreidler | 12   |
| 10   | Jorge Martínez                     | Bultaco           | 10   |

## Zijspanklasse
Rolf Biland vloog in de vrije training van de baan en kwam onder zijn zijspancombinatie terecht, waardoor hij een sleutelbeen brak en zich niet kon kwalificeren voor de race. Hij was nu overgeleverd aan Werner Schwärzel, die aan twaalf punten genoeg had om wereldkampioen te worden. Egbert Streuer/Bernard Schnieders reden met enige gemak de snelste trainingsronde en namen in de race ook de leiding. Ze werden echter gepasseerd door Derek Jones/Brian Ayres, maar iedereen leek het tamelijk rustig aan te doen met het oog op de bandenslijtage op het hete asfalt. Daardoor kon Alain Michel aansluiten bij Schwärzel en Streuer. Achtereenvolgens vielen Jones en Streuer uit met motorproblemen. Alain Michel nam de leiding over, want Schwärzel had aan zijn tweede plaats genoeg om wereldkampioen te worden en had geen behoefte om risico's te nemen. 

### Uitslag zijspanklasse
| De combinatie Rolf Biland/Kurt Waltisperg had weliswaar vier punten achterstand op Werner Schwärzel/Andreas Huber, maar Biland hoefde zich onderweg naar Mugello nog niet al te veel zorgen te maken. Hij had al vijf GP's gewonnen, Schwärzel nog geen enkele. Bovendien was Schwärzel lang niet altijd tweede: regelmatig moest hij Alain Michel en Egbert Streuer voor laten gaan. Maar toen Biland zichzelf in de training uitschakelde, had Schwärzel ineens aan twaalf punten genoeg. Zo mocht hij een keer tweede worden, of twee vijfde plaatsen scoren. Schwärzel werd tweede en zodoende - net als George O'Dell in het seizoen 1977, wereldkampioen zonder een race te winnen. Pas een week na de GP van San Marino realiseerde men zich bij de FIM dat bij de Grand Prix van Finland een blunder was begaan, door geen punten toe te kennen in de zijspanrace die na zeven ronden was gestaakt. Men had reglementair halve punten moeten toekennen, maar ten tijde van de Grand Prix van San Marino was deze (werkelijke) stand nog niet bekend. Rolf Biland kwam door deze gecorrigeerde tussenstand 2½ punt dichter bij Schwärzel en kon dus theoretisch nog met 1½ punt verschil wereldkampioen worden. De nieuwe opdracht voor Rolf Biland was dus de Duitse GP te winnen, de nieuwe opdracht voor Werner Schwärzel was ten minste negende (twee punten) te worden. |

| Pos | Coureur              | Bakkenist          | Merk                  | Tijd      | Grid     | Punten |
| --- | -------------------- | ------------------ | --------------------- | --------- | -------- | ------ |
| 1   | Alain Michel         | Michael Burkhard   | Krauser-Seymaz-Yamaha | 39"19'91  | 2        | 15     |
| 2   | Werner Schwärzel     | Andreas Huber      | Krauser-Seymaz-Yamaha | +26'33    | 6        | 12     |
| 3   | Masato Kumano        | Kunio Takeshima    | LCR-Yamaha            | +46'14    | 5        | 10     |
| 4   | Jean-François Monnin | Wolfgang Kalauch   | LCR-Yamaha            |           | 9        | 8      |
| 5   | Rolf Steinhausen     | Hermann Hahn       | Busch-Yamaha          |           | 4        | 6      |
| 6   | Gérald Corbaz        | Yvan Hunziker      | Busch-Yamaha          |           | 7        | 5      |
| 7   | Trevor Ireson        | Donnie Williams    | Ireson-Yamaha         |           | 10       | 4      |
| 8   | Alfred Zurbrügg      | Martin Zurbrügg    | Seymaz-Yamaha         |           | 8        | 3      |
| 9   | Patrick Thomas       | Philippe Greffet   | Seymaz-Yamaha         |           |          | 2      |
| 10  | Mick Barton          | Nick Cutmore       | Yamaha                |           |          | 1      |
| DNQ | Rolf Biland          | Kurt Waltisperg    | Krauser-LCR-Yamaha    | Blessure  | Blessure |        |
| DNF | Egbert Streuer       | Bernard Schnieders | LCR-Yamaha            | Vastloper | 1        |        |
| DNF | Derek Jones          | Brian Ayres        | LCR-Yamaha            | Motor     | 3        |        |

### Top tien WK-tussenstand zijspanklasse
| Pos. | Coureur                           | Bakkenist                                                         | Motorfiets            | Ptn. |
| ---- | --------------------------------- | ----------------------------------------------------------------- | --------------------- | ---- |
| 1    | Werner Schwärzel (Wereldkampioen) | Andreas Huber (Wereldkampioen)                                    | Krauser-Seymaz-Yamaha | 76   |
| 2    | Rolf Biland                       | Kurt Waltisperg                                                   | Krauser-LCR-Yamaha    | 60   |
| 3    | Alain Michel                      | Michael Burkhardt                                                 | Krauser-Seymaz-Yamaha | 54   |
| 4    | Egbert Streuer                    | Bernard Schnieders                                                | LCR-Yamaha            | 33   |
| 4    | Jock Taylor (†)                   | Benga Johansson                                                   | Fowler-Windle-Yamaha  | 33   |
| 6    | Masato Kumano                     | Kunio Takeshima                                                   | LCR-Yamaha            | 23   |
| 7    | Patrick Thomas                    | Jean-Marc Fresc/ Horst Juhant/ Helmut Schilling/ Philippe Greffet | Seymaz-Yamaha         | 22   |
| 8    | Derek Jones                       | Brian Ayres                                                       | LCR-Yamaha            | 19   |
| 8    | Rolf Steinhausen                  | Hermann Hahn                                                      | Busch-Yamaha          | 19   |
| 10   | Steve Abbott                      | Shaun Smith                                                       | Yamaha                | 16   |

### Gecorrigeerde top tien WK-tussenstand zijspanklasse
| Pos. | Coureur                                | Bakkenist                                                         | Motorfiets            | Ptn. |
| ---- | -------------------------------------- | ----------------------------------------------------------------- | --------------------- | ---- |
| 1    | Werner Schwärzel (Géén wereldkampioen) | Andreas Huber (Géén wereldkampioen)                               | Krauser-Seymaz-Yamaha | 81   |
| 2    | Rolf Biland                            | Kurt Waltisperg                                                   | Krauser-LCR-Yamaha    | 67,5 |
| 3    | Alain Michel                           | Michael Burkhardt                                                 | Krauser-Seymaz-Yamaha | 60   |
| 4    | Egbert Streuer                         | Bernard Schnieders                                                | LCR-Yamaha            | 35,5 |
| 5    | Jock Taylor (†)                        | Benga Johansson                                                   | Fowler-Windle-Yamaha  | 33   |
| 6    | Patrick Thomas                         | Jean-Marc Fresc/ Horst Juhant/ Helmut Schilling/ Philippe Greffet | Seymaz-Yamaha         | 26   |
| 7    | Masato Kumano                          | Kunio Takeshima                                                   | LCR-Yamaha            | 23   |
| 8    | Rolf Steinhausen                       | Hermann Hahn                                                      | Busch-Yamaha          | 20   |
| 9    | Derek Jones                            | Brian Ayres                                                       | LCR-Yamaha            | 19   |
| 10   | Jean-François Monnin                   | Paul Gerard, Wolfgang Kalauch                                     | LCR-Yamaha            | 17   |

## Trivia

### Marco Lucchinelli
Marco Lucchinelli kreeg een boete van (omgerekend) 115 Euro omdat hij een bochtencommissaris had geslagen die hem wilde beletten tijdens de training een stuk van het circuit af te snijden. 

### Franco Uncini
Franco Uncini brak tijdens de training een botje in zijn voet, waardoor het onzeker was of hij wel kon starten. Wellicht was dat ook de oorzaak van zijn zeer slechte duwstart, waardoor hij zo ongeveer als laatste van start ging. 

### Rolf Biland
Rolf Biland kon niet rekenen op veel mededogen van zijn concurrenten toen hij zijn wereldtitel verspeelde. Tijdens de TT van Assen had hij zijn combinatie vlak voor de finish afgezet om ze samen met Kurt Waltisperg demonstratief over de streep te duwen en nog veertig seconden voorsprong te behouden. In de Belgische Grand Prix maakte hij het nog bonter: hij reed tijdens de race de pit in, morrelde wat aan zijn handschoen, maakte een praatje met zijn monteurs, reed de baan weer op, passeerde vier combinaties en won alsnog. Dergelijke vernederingen werden niet op prijs gesteld. Ook bakkenist Kurt Waltisperg was kwaad op zijn rijder. Hij vond dat Biland onnodig veel risico had genomen en noemde de uitschakeling een "beginnersfout".
1981 · 1982 · 1983 · 1984 · 1985 · 1986 · 1987 · 1991 · 1993 · 2007 · 2008 · 2009 · 2010 · 2011 · 2012 · 2013 · 2014 · 2015 · 2016 · 2017 · 2018 · 2019 · 2020 · 2021 · 2022 · 2023 · 2024 · 2025